# Mirza Abou Tourab Akhoundzade
 (mai 2022).
Mirza Abou Tourab Akhoundzade (azéri : Mirzə Əbu Turab Axundzadə ; 24 avril 1817 à Bakou - 20 février 1910 à Bakou), est un théologien, éditeur, éducateur et éclaireur azéri.

## Biographie
Mirza Abou Tourab Akhoundzade est né en 1817 dans la ville de Bakou (Azerbaïdjan moderne), qui faisait alors partie de l'Empire russe. Il a reçu son éducation primaire dans la médersa Mirza Hasib Qudsi et son éducation religieuse supérieure à Médine.
Il a publié de nombreux articles dans les pages de journaux et de magazines azéris et a écrit des livres sur l'histoire et la philosophie de la religion. Il était un partisan des initiatives progressistes dans le domaine de l'éducation et connaissait bien Hadji Zeïnalabdine Taguiev. Elle a donné sa fille à l'école des femmes musulmanes de Bakou, provoquant la colère et le mécontentement des croyants. Il mourut en 1910 et fut enterré à côté de la tombe Pir Hassan à Mardakan.

## Œuvres
- Raisons de la division de l'islam.